# Mark Fowler (1985)
Mark Albert Fowler (2 februari 1968 - 12 april 2004) is een personage uit de Britse soapserie EastEnders. Hij werd van 1985 tot 1987 gespeeld door David Scarboro (†) en van 1990 tot 2003 door Todd Carty.

## Geschiedenis

### 1985-1987

#### 1985; moordzaak
Mark is de oudste zoon van Arthur en Pauline Fowler; hij heeft een zus (Michelle; twee jaar jonger) en een broer (Martin; zeventien jaar jonger). Hij groeit op tot een probleemjongere die aan de heroïne raakt dankzij Nick Cotton (wiens strenggelovige moeder Dot de wasserette runt met Pauline), met de gedachte speelt om zich bij een extreemrechtse partij aan te sluiten en er in april 1985 van tussen gaat wanneer zijn naam in verband wordt gebracht met de moord op rechercheur Reg Cox (waar Nick uiteindelijk mee wegkomt).
Arthur en Pauline gaan naar hem op zoek en vinden hem in Southend-on-Sea. Mark woont er samen met een oudere Zweedse vrouw en is als een vader voor haar kinderen; maar die vaderrol gaat al snel vervelen en via via belandt Mark in Newcastle waar hij een relatie krijgt met Gill Robinson.

#### 1986-1987; drugs
Samen met zijn vriend Owen Hughes uit Wales keert Mark in juli 1986 even terug naar Walford; ze hebben een zak wiet bij zich die door de scholiere Cassie Carpenter wordt gestolen. Cassie rookt ervan en wordt op heterdaad betrapt door haar ouders Tony en Hannah; de Fowlers worden hiervoor verantwoordelijk gehouden.
In november 1986 krijgt Pauline te horen dat Mark is gearresteerd wegens drugsbezit, inbraak en aanval op politieagent. Pas in februari 1987, een paar weken voor z'n vrijlating, zoekt ze hem op in de jeugdgevangenis van Borstal; Mark heeft nergens spijt van en afgezien van een kortstondige terugkeer naar Walford weigert hij weer thuis te komen wonen.
Toch komt Mark aan het eind van het jaar (onverwachts) aanschuiven voor het kerstdiner; hij ontdekt dat zijn nichtje (Vicki) is verwekt door de omstreden kroegbaas Den Watts maar is verstandig genoeg om dat voor zichzelf te houden. De rest van de jaren tachtig reist Mark op zijn brommer door het land.

### 1990-1999

#### 1990; terugkeer en relatie met Diane Butcher
De Mark in september 1990 terugkeert naar Albert Square is een stuk volwassener; dit komt vooral door het grote geheim dat hij met zich meedraagt. Pas in januari 1991 vertelt Mark z'n soulmate Diane Butcher (dochter van charmeur/oplichter Frank) dat hij seropositief is, waarschijnlijk via Gill. Toevallig komt Gill een paar maanden later naar de Square; aanvankelijk ontkent Mark het hele verhaal en als hij eenmaal binnen gezichtsveld Diane kust verdwijnt Gill weer uit beeld.
Mark denkt een liefdesrelatie te hebben met Diane hebben, maar zij is meer een steun en toeverlaat. Op advies van Diane gaat Mark in therapie te gaan bij het Terrence Higgins Trust (vernoemd naar een overleden aidspatiënt). Mark vertelt zijn mannelijke therapeut hoe vreselijk het is om een potentieel aidsslachtoffer te moeten zijn, maar al snel beseft hij dat het bespreekbaar maken van dit onderwerp ook voordelig kan werken.
Marks geheim is veilig bij Diane en uit dankbaarheid vraagt hij haar ten huwelijk; hij wordt afgewezen en Diane verhuist al snel naar Frankrijk.

#### 1991-1992; coming out en huwelijk met Gill
Naar het voorbeeld van zijn homoseksuele lotgenoot Joe Wallace besluit Mark om z'n ouders de waarheid te vertellen. Rachel Kominski, zijn nieuwe vriendin, vindt dat niet verstandig maar Mark heeft er genoeg van om steeds maar weer de schijn te moeten ophouden.
Arthur en Pauline zijn verstomd als ze met kerst te horen krijgen dat hun zoon seropositief is; ze weten niet wat ze ermee aan moeten zoals Mark ondervindt nadat hij zich een tijdlang heeft teruggetrokken op het platteland. Pauline en Michelle zijn nog enigszins begripvol maar Arthur is doodsbang dat hij ook hiv krijgt, en dus bleekt hij het bestek dat Mark heeft gebruikt om zo besmetting te voorkomen.
Dit is te veel voor Mark en na het doodbloeden van zijn relatie met Rachel keert hij terug naar Gill bij wie er inmiddels aids is vastgesteld. Gill wordt in een Londens verpleeghuis behandeld voor lymfeklierkanker en haar toestand holt zienderogen achteruit. Mark beseft dat hij nog steeds van Gill houdt en in juni 1992 geven ze elkaar hun ja-woord. Het huwelijk duurt slechts een dag en na het overlijden van Gill zoekt Mark zijn toevlucht tot de drank.

#### 1993-1994; nieuwe baan en relatie met Shelley Lewis
Nadat Mark in 1993 ook zijn oom Pete (vader van de impopulaire zakenman Ian Beale) verliest neemt hij de fruit- en groentekraam over op de markt in Bridge Street; verder heeft hij een knipperlichtrelatie met Michelles huisgenote Shelley Lewis. Mark zwijgt echter over z'n seropositief-zijn totdat ze in november 1993, samen met Michelle en haar drugssmokkelende vriendje, een weekendtrip naar Amsterdam maken. De trip valt letterlijk en figuurlijk in het water; Michelle ontdekt pas bij terugkomst wat voor een gevaarlijk spelletje ze heeft gespeeld, en Mark is opnieuw afgewezen nadat hij werdgedwongen om Shelley de waarheid te vertellen. 
Dit komt zo hard aan dat Mark zijn aidsremmers niet inneemt en met Kerst naar het ziekenhuis moet worden gebracht. Bijkomend voordeel is dat Shelley langskomt en hun relatie een tweede kans geeft. Shelley wil er alles uithalen wat er in zit, zo wil ze Mark voorstellen aan haar familie en samen met haar ouders op vakantie gaan; Mark kan dit allemaal niet bijbenen en als hij het na drie maanden wil uitmaken verlaagt Shelly zich tot emotionele chantage. Mark trapt er niet in en Shelly verlaat de Square; toch komen ze elkaar in december 1994 nog een keer tegen tijdens Michelle's diploma-uitreiking.

#### 1995; huwelijk met Ruth Aitken en negatieve reacties
Mark heeft dan een relatie met de Schotse domineesdochter Ruth Aitken; hij leerde haar kennen in een verpleeghuis waar hij de stervende Joe Wallace opzocht. Eindelijk heeft Mark dan een vriendin die met z'n seropositief-zijn kan omgaan; in april 1995 gaan ze naar Schotland voor hun bruiloft ondanks dat Ruths vader de relatie afkeurt.
Als er in september 1995 een vechtpartij uitbreekt in de Queen Vic wordt Mark neergeslagen en hoort Grant Mitchell (broer van Phil) het grote geheim. Een paar maanden later komt ook de rest het te weten en wordt Marks gevel volgeklad met de tekst AIDS scum; ook in de Vic is hij niet meer welkom.
Mark laat het er niet bij zitten heeft en gaat de confrontatie aan met de stamgasten en kroegbaas Peggy Mitchell (moeder van Grant en Phil). Peggy blijft echter haar twijfels houden maar pas als er bij haar borstkanker wordt geconstateerd beseft ze dat Mark wel een troostende schouder kan gebruiken, vooral na de dood van de onschuldig gevangen Arthur.
In 1997 worden Mark en Ruth (die aanvankelijk dacht geen kinderen te willen) pleegouders van de zesjarige Jessie Moore; lang duurt dat niet, en met de komst van Marks neef Connor Flaherty tekent het begin van het einde van hun huwelijk zich af. Mark wordt aan de kant gezet en Ruth bezwijkt voor de charmes van Connor die haar kinderwens in vervulling laat gaan. Als Ruth in 1999 in haar eentje uit Walford vertrekt blijft Mark met een gebroken hart achter.

### 2000-nu

#### 2000-2001; vete met Nick
In 2000 laait een oude vete op; Mark hoort dat zijn vijftienjarige broertje Martin foute drugs heeft gekregen van Nick Cotton en met oudejaarsavond neemt hij wraak door Nick te drogeren en hem naar het spoorwegviaduct te lokken. Nick valt naar beneden en tijdens z'n revalidatie belast hij zoon Ashley met de opdracht om Marks huis in brand te steken. Dit mislukt en medio 2001 steelt Ashley de brommer van Mark om hem daarmee omver te rijden; probleem is echter dat Nick de remvloeistof eruit heeft gehaald waardoor Ashley de wasserette binnenrijdt en op slag dood is. Nick, onterfd door Dot, verlaat de Square en heeft zich nooit meer met Mark beziggehouden.

#### 2001-2002; huwelijk met Lisa Shaw en geboorte van Louise
Ondertussen heeft Mark een relatie gekregen met (ex-)marktinspectrice Lisa Shaw, nadat die door Phil Mitchell aan de kant is gezet; Pauline vreest dat haar zoon teleurgesteld gaat worden (en terecht, zo blijkt achteraf). Lisa is zwanger van Phil en Mark is maar al te bereid om zijn aartsvijand uit te schakelen door de vaderrol op zich te nemen; zoveel houdt hij van Lisa dat hij haar steunde na haar mislukte poging om Phil neer te schieten.
In november 2001 wordt Louise geboren; ze krijgt de achternaam Fowler. Met Kerst vraagt Mark Lisa ten huwelijk, maar dan komt er een verontrustend telefoontje; Phil is ingelicht door Louises peetmoeder Sharon Watts (dochter van Den) en eist betrokkenheid bij de opvoeding van z'n dochter.
Na de huwelijksvoltrekking in maart 2002 gaat het binnen de kortste keren bergafwaarts; omwille van Louise maakt Lisa afspraakjes met Phil en al snel wordt ze weer verliefd op hem. Mark ontploft als hij vijf maanden later hoort wat er zich allemaal achter zijn rug om afspeelt; hij denkt Lisa terug te kunnen krijgen door zich als Phil te gedragen maar verjaagt haar juist naar de Mitchells doordat hij haar bijna verkracht. Mark besluit om Walford te verlaten en drie weken later vlucht Lisa naar Portugal als blijkt dat Phil enkel en alleen Louise wil.

#### 2002-2003; definitieve vertrek en overlijden
Met de Kerst keert Mark terug, en wel op het juiste moment want Martin heeft zich de woede van Phil op de hals gehaald door diens petekind Jamie dood te rijden en staat op het punt om voor een paar maanden de gevangenis in te gaan. En ook voor Mark is het vonnis geveld; z'n aidsremmers werken niet meer. Omdat Mark niet in het bijzijn van z'n familie wil aftakelen neemt hij in februari 2003 voorgoed afscheid van de Square; hij zoekt Michelle nog op in Florida en overlijdt op 12 april 2004 aan dezelfde ziekte als Gill. Zijn stoffelijke resten worden teruggebracht naar Walford voor de crematie.

#### 2016; Mark Fowler II
In 2016 komt Mark Fowler naar Walford; het betreft de twintigjarige zoon van Michelle die zijn hele leven in Amerika heeft gewoond (wat hem niet aan te horen is omdat hij op een Britse school heeft gezeten) en al doende ontdekt dat Grant zijn biologische vader is. Mark en Arthur waren destijds als enigen op de hoogte van dit geheim.